# Serra dos Parecis
La Serra do Parecis es una sierra situada en el municipio de Parecis, en el Estado brasileño de Rondônia. Algunos ríos nacen en esta sierra, como el Guaporé, Ji-Paraná, Juruena o el Paraguay. Al este de esta sierra se encuentra la Meseta del Mato Grosso.